# Episodi di Agente segreto
La prima e unica stagione della serie televisiva Agente segreto è andata in onda nel Regno Unito dal 27 settembre 1967 al 17 aprile 1968 sulla Independent Television.
| nº | Titolo originale                     | Prima TV USA      | Titolo italiano | Prima TV Italia |
| -- | ------------------------------------ | ----------------- | --------------- | --------------- |
| 1  | Brainwash                            | 27 settembre 1967 |                 |                 |
| 2  | The Sitting Pigeon                   | 4 ottobre 1967    |                 |                 |
| 3  | Day of Execution                     | 11 ottobre 1967   |                 |                 |
| 4  | Variation on a Million Bucks (1 & 2) | 18 ottobre 1967   |                 |                 |
| 5  | Variation on a Million Bucks (1 & 2) | 25 ottobre 1967   |                 |                 |
| 6  | Man from the Dead                    | 1º novembre 1967  |                 |                 |
| 7  | Sweet Sue                            | 8 novembre 1967   |                 |                 |
| 8  | Essay in Evil                        | 15 novembre 1967  |                 |                 |
| 9  | The Girl Who Never Was               | 22 novembre 1967  |                 |                 |
| 10 | All That Glitters                    | 29 novembre 1967  |                 |                 |
| 11 | Dead Man's Shoes                     | 6 dicembre 1967   |                 |                 |
| 12 | Find the Lady                        | 13 dicembre 1967  |                 |                 |
| 13 | The Bridge                           | 20 dicembre 1967  |                 |                 |
| 14 | The Man Who Stood Still              | 27 dicembre 1967  |                 |                 |
| 15 | Burden of Proof                      | 3 gennaio 1968    |                 |                 |
| 16 | The Whisper                          | 10 gennaio 1968   |                 |                 |
| 17 | Why They Killed Nolan                | 17 gennaio 1968   |                 |                 |
| 18 | The Boston Square                    | 24 gennaio 1968   |                 |                 |
| 19 | Somebody Loses, Somebody... Wins?    | 31 gennaio 1968   |                 |                 |
| 20 | Blind Spot                           | 7 febbraio 1968   |                 |                 |
| 21 | No Friend of Mine                    | 14 febbraio 1968  |                 |                 |
| 22 | Jigsaw Man                           | 21 febbraio 1968  |                 |                 |
| 23 | Web with Four Spiders                | 28 febbraio 1968  |                 |                 |
| 24 | Which Way Did He Go, McGill?         | 6 marzo 1968      |                 |                 |
| 25 | Property of a Gentleman              | 13 marzo 1968     |                 |                 |
| 26 | The Revolutionaries                  | 20 marzo 1968     |                 |                 |
| 27 | Who's Mad Now?                       | 27 marzo 1968     |                 |                 |
| 28 | Three Blinks of the Eyes             | 3 aprile 1968     |                 |                 |
| 29 | Castle in the Clouds                 | 10 aprile 1968    |                 |                 |
| 30 | Night Flight to Andorra              | 17 aprile 1968    |                 |                 |

## Brainwash
- Prima televisiva: 27 settembre 1967
- Diretto da: Charles Crichton
- Scritto da: Francis Megahy, Bernie Cooper

### Trama
- Guest star: Suzan Farmer (Judy), Howard Marion-Crawford (colonnello Davies), Bill Brandon (guardia), Edric Connor (dottor Gwabe), Colin Blakely (John), George Leech (guardia)

## The Sitting Pigeon
- Prima televisiva: 4 ottobre 1967
- Diretto da: Gerry O'Hara
- Scritto da: Edmund Ward

### Trama
- Guest star: Grace Arnold (cantante), Tom Bowman (ufficiale carcere), Merrill Colebrook (modella), Humphrey Heathcote (Male Singer), Robin Bailey (Rudyard), Lois Daine (Valerie), George Sewell (Rufus Blake), Mark Eden (Jackson), Joe Melia (Olsen), Sean Lynch (Geordie), James Grout (Franklin), David Garfield (Baxter), Garfield Morgan (Gilley), Carol Cleveland (Miss Dinsdale), Peter Burton (Anderson), Julie Bevan (modella)

## Day of Execution
- Prima televisiva: 11 ottobre 1967
- Diretto da: Charles Crichton
- Scritto da: Philip Broadley

### Trama
- Guest star: Jimmy Gardner (custode), Maggie Wright (Anita), Brenda Lawrence (annunciatore), Sally Geeson (Girl at Cleaners), Rosemary Nicols (Moira), Robert Urquhart (Jarvis), T. P. McKenna (Peter), Donald Sutherland (Willard), Jeremy Spenser (Bradshaw), Brian Peck (conducente), Richard James (corriere)

## Variation on a Million Bucks (1)
- Prima televisiva: 18 ottobre 1967
- Diretto da: Pat Jackson
- Scritto da: Stanley Greenberg

### Trama
- Guest star: Marie-Lise Gres (Model), Gundel Sargent (Girl in Cafe), Arthur Howell (Harassed Man), Penny Spencer (Model), Ron Randell (Michaels), Yōko Tani (Taiko), Anton Rodgers (Max Stein), Aubrey Morris (Kenneth), Simon Brent (Bert), Warren Stanhope (Johnson), Mike Pratt (detective Peters), John Lee (Killer), Alan White (Charles), David Baxter (Bob), David Scheuer (Lionel), Ricardo Montez (guardia)

## Variation on a Million Bucks (2)
- Prima televisiva: 25 ottobre 1967
- Diretto da: Robert Tronson
- Scritto da: Stanley Greenberg

### Trama
- Guest star: Agath Angelos (Seaman), George Zenios (Seaman), Andreas Lysandrou (Pharmacist's Mate), Makki Marseilles (Seaman), Ron Randell (Michaels), Yōko Tani (Taiko), Anton Rodgers (Max Stein), Norman Rossington (capitano), Aubrey Morris (Kenneth), Gay Hamilton (Lucia), Simon Brent (Bert), Harry Landis (Ryan), Warren Stanhope (Johnson), Jeremy Wilkin (Manny), Harry Tardios (Steward), Ricardo Montez (guardia), Arthur Howell (molestato)

## Man from the Dead
- Prima televisiva: 1º novembre 1967
- Diretto da: Pat Jackson
- Scritto da: Stanley Greenberg

### Trama
- Guest star: Gerry Wain (Cap), David Nettheim (Leader), Clifford Earl (poliziotto), Arthur Howell (Moustache), John Barrie (Harry Thyssen), Lionel Murton (Coughlin), Angela Browne (Rachel Thyssen), Stuart Damon (Williams), Fabia Drake (receptionist), Timothy Bateson (Pfeiffer), Dandy Nichols (padrona di casa), Fred Haggerty (agente)

## Sweet Sue
- Prima televisiva: 8 novembre 1967
- Diretto da: Robert Tronson
- Scritto da: Philip Broadley

### Trama
- Guest star: Jacqueline Pearce (Miss Brown), Ian McCulloch (Kemp), Lewis Teasdale (cameriere), Terence Donovan (Brent), Judy Geeson (Sue), George A. Cooper (Mandel), David Cole (Charles), Peter Blythe (Colin), John Clive (commesso)

## Essay in Evil
- Prima televisiva: 15 novembre 1967
- Diretto da: Freddie Francis
- Scritto da: Kevin Laffan

### Trama
- Guest star: Angela Lovell (receptionist), Richard Owens (partner dell'autista), Marianne Stone (parrucchiere), Darryl Kavann (Guardia), Donald Houston (George Masters), Peter Vaughan (Felix de Burgh), John Cairney (Peters), Wendy Hall (Lucinda Masters), Maurice Good (Harris), Frank Forsyth (autista di Lorry), Peter Brace (Crick)

## The Girl Who Never Was
- Prima televisiva: 22 novembre 1967
- Diretto da: Robert Tronson
- Scritto da: Donald Jonson

### Trama
- Guest star: Vicki Woolf (Frances), Jack Bligh (French), Roy Vincente (soldato tedesco), Charles Laurence (Martin), Bernard Lee (George Kershaw), Priscilla Morgan (Mavis), Harold Goodwin (Foley), Annette Carell (Gilchrist), David Garfield (Bateson), Basil Dignam (Todd), Derek Smee (Manager della tana di Aladdin), Raymond Smith (Henry), Bill Dean (soldato britannico)

## All That Glitters
- Prima televisiva: 29 novembre 1967
- Diretto da: Herbert Wise
- Scritto da: Stanley Greenberg

### Trama
- Guest star: Kevin Stoney (barista), Peter Bennett (dottore), Larry Cross (generale Denmayer), Dickie Owen (sergente Jones), Barbara Shelley (Dolores Hornsby), Michael Goodliffe (Michael Hornsby), Eric Thompson (George), Duncan Lamont (Tommy), Norman Wynne (Mason), Dorothy Edwards (Mrs. Hart), Edward Underdown (Rankin), Derek Newark (Rudy), Alan Baulch (Steve), Kathleen St. John (Dowager)

## Dead Man's Shoes
- Prima televisiva: 6 dicembre 1967
- Diretto da: Peter Duffell
- Scritto da: Edmund Ward

### Trama
- Guest star: John Brandon (Philip Kane), David Saire (Joe Mason), Harry Brooks (Jacko), Norman Mitchell (Roberts), Derren Nesbitt (Lucas Guardino), John Carson (John Gilsen), James Villiers (Hans Peters), Jayne Sofiano (Juliet Crowther), Murray Evans (Van Ruys), Noel Howlett (Rev. Simon Blanding), Gerald Sim (James Hedley), Laurie Asprey (William), Larry Martyn (Harry)

## Find the Lady
- Prima televisiva: 13 dicembre 1967
- Diretto da: Robert Tronson
- Scritto da: Philip Broadley

### Trama
- Guest star: Norma Foster (Angela), Robert Rietty (Dirigente assicurativo), Guido Adorni (barista), Clive Cazes (Giuseppe), Patrick Cargill (comandante), Maxwell Shaw (Giulio), Jeanne Roland (Francesca), John Garrie (Mori), Carlos Douglas (receptionist)

## The Bridge
- Prima televisiva: 20 dicembre 1967
- Diretto da: Pat Jackson
- Scritto da: Robert Muller

### Trama
- Guest star: Peter Birrel (Rossiter), Maureen Pryor (Lady Gormond), Judith Arthy (Model Girl), Simon Williams (Lestrange), Bill Owen (Lord Gormond), Jane Merrow (Annabelle Fenchurch), Rodney Bewes (Tim Gormond), Anthony Nicholls (Sir Walter Fenchurch), Michael Culver (Danny), Christopher Coll (Yobbo)

## The Man Who Stood Still
- Prima televisiva: 27 dicembre 1967
- Diretto da: Peter Duffell
- Scritto da: Raymond Bowers

### Trama
- Guest star: Neville Becker (Paco), Jeanna L'Esty (Leocadia), Ricardo Montez (Spanish Taxi Driver), Hira Talfrey (Senora Gomez), Rupert Davies (Gomez), Cyril Shaps (Palma), Alex Scott (Teniente), Philip Bond (Luis), Harry Fielder (guardia di sicurezza)

## Burden of Proof
- Prima televisiva: 3 gennaio 1968
- Diretto da: Peter Duffell
- Scritto da: Edmund Ward

### Trama
- Guest star: Richard Coe (Charlie), John Railton (Les), Allan Watts (croupier), Larry Taylor (Getulio), John Gregson (Henry Faversham), Nicola Pagett (Carla Faversham), Wolfe Morris (colonnello Felipe Garcia), Roger Delgado (ambasciatore), Charles Lloyd Pack (Sir Charles Grainger), Gerald Sim (detective Insp. Hedley), Oscar Quitak (capitano Roman Guzman), Alastair Hunter (portiere, facchino), John Chandos (Club Manager)

## The Whisper
- Prima televisiva: 10 gennaio 1968
- Diretto da: Charles Crichton
- Scritto da: Moris Farhi

### Trama
- Guest star: Didi Sullivan (Alex), Brian Hawksley (padre General), Michael Williamson (Masekela), Tommy Ansah (Tchumbu), Patrick Allen (Marcus Spencer), Colin Blakely (padre Loyola), Sheila Brennan (Penelope Spencer), Wallas Eaton (detective Insp. Samuels), Clifton Jones (caporale Silinga), Patrick Jordan (maggiore Anderson), Jerold Wells (Alfred Porter), Dick Offor (Memba)

## Why They Killed Nolan
- Prima televisiva: 17 gennaio 1968
- Diretto da: Charles Crichton
- Scritto da: Donald Jonson

### Trama
- Guest star: Denise Buckley (Manageress), Trevor Peacock (Lodger), Norman Hartley (P.C. Martin), Myvanwy Jenn (bibliotecario), Sam Kydd (Thomas Nolan), Ursula Howells (Clara Arnoldson), Griffith Jones (Frank Arnoldson), Paula Byrne (Mrs. Nolan), Harold Goodwin (tassista), Duncan Lamont (Chauffeur), Russell Napier (ispettore George), Nike Arrighi (Angela Cunliffe), John Lee (ispettore Glenn), Mark Elwes (cassiere)

## The Boston Square
- Prima televisiva: 24 gennaio 1968
- Diretto da: Don Chaffey
- Scritto da: Wilfred Greatorex

### Trama
- Guest star: Robert Perceval (American Official), Jose Berlinka (impiegato), Alexandra Stevenson (Miss Lamb), Jeanna L'Esty (Greek Airline Hostess), Rex Everhart (Packard), Peter Arne (Rudnik), Vincent Ball (Dalby), Basil Dignam (Sir Eric Coulsdon), Howard Goorney (professore Leros), Ed Bishop (Agente americano)

## Somebody Loses, Somebody... Wins?
- Prima televisiva: 31 gennaio 1968
- Diretto da: John Glen
- Scritto da: Jan Read

### Trama
- Guest star: Wendy Hall (receptionist in Hotel), Derek Prentice (portiere), Maria Warburg (Giovane donna tedesca), Gerda Koeppler (Old Crone), Godfrey Quigley (Johann Liebkind), Jacqueline Pearce (Ruth), Philip Madoc (Kommandant), Carl Duering (colonnello), Paul Hansard (Oberfeld), Carl Bernard (Karl Braun), Gordon Sterne (Ernst Liebkind), Peter Hager (Fedora), David Scheuer (Ufficiale in aeroporto), Bettina Jonic (cantante nel pub)

## Blind Spot
- Prima televisiva: 7 febbraio 1968
- Diretto da: Jeremy Summers
- Scritto da: Victor Canning

### Trama
- Guest star: Nina Huby (Arlette), Gillian Lind (Madame Robart), Frank Maher (delinquente), Constantine Gregory (gioielliere), Marius Goring (Henri Thibaud), Felicity Kendal (Marcelle Robart), Derek Newark (Maurice), William Dexter (ispettore Banard), Inigo Jackson (Stephane), Michael Bates (Delacroix), Keith Marsh (Leon), Terence Yorke (delinquente)

## No Friend of Mine
- Prima televisiva: 14 febbraio 1968
- Diretto da: Charles Crichton
- Scritto da: John Stanton

### Trama
- Guest star: Harvey Hall (Harry Bates), Peter Williams (Thomas Halliday), Horace James (africano), Danny Daniels (capobanda), Clive Morton (Garfield Cameron), Errol John (Masuto), Allan Cuthbertson (Turner), Ralph Michael (governatore), Philippa Gail (Patricia Baldwin), Peter Halliday (James Baldwin), Patrick Connell (Smith)

## Jigsaw Man
- Prima televisiva: 21 febbraio 1968
- Diretto da: Charles Frend
- Scritto da: Reed De Rouen, Stanley Greenberg

### Trama
- Guest star: Bridget Armstrong (Louise), John Collin (Ciro), Nike Arrighi (Ivanna), Shivaun O'Casey (Francine), Paul Bertoya (Silvio), Mike Sarne (Tony), Maurice Kaufmann (Ugo), John Bluthal (Berger), Brenda Lawrence (Marcia)

## Web with Four Spiders
- Prima televisiva: 28 febbraio 1968
- Diretto da: Robert Tronson
- Scritto da: Edmund Ward

### Trama
- Guest star: David Cargill (Tout), Geoffrey Reed (tassista), Katie Fitzroy (ragazza), Anthony Doonan (Johnny), Ray McAnally (dottor James Norbert), Jacqueline Ellis (Martha), Ralph Michael (Sir Giles Watkins), Simon Oates (Simon Croft), John Savident (Joe Gulliver), Warren Stanhope (Johnson), Lawrence James (Lew Geraghty), Edward Evans (Frederick), Philip Bond (Philip Oliver), Edward Rhodes (Digby Haynes), Robert MacLeod (Jamieson), Frank Forsyth (Commissionario), Douglas Jones (paggio)

## Which Way Did He Go, McGill?
- Prima televisiva: 6 marzo 1968
- Diretto da: Freddie Francis
- Scritto da: Bernie Cooper, Francis Megahy

### Trama
- Guest star: Kenneth Cowan (detective), Frank Forsyth (Steward), Robert Pitt (uomo in borghese), Basil Clarke (facchino), Jennifer Jayne (Joy), Donald Sutherland (Earle), Hugh McDermott (Soames), J. G. Devlin (Eddy), Tom Criddle (Fulton), Hedger Wallace (Gerry Norman), Veronica Hurst (Mrs. Norman), Michael Hawkins (detective Insp. Stoke), Frank Gatliff (direttore amministrativo), Henry Soskin (Douglas Bailey), Rachelle Miller (Model), Mary Maude (aiutante delle scuderie)

## Property of a Gentleman
- Prima televisiva: 13 marzo 1968
- Diretto da: Peter Duffell
- Scritto da: Wilfred Greatorex

### Trama
- Guest star: Frank Gatliff (banditore), Derek Francis (dottor James Vance), Victor Brooks (Logan), Fredric Abbott (facchino), Terence Alexander (Gerald Farson), Justine Lord (Jane Farson), Gordon Gostelow (Chester Farson / Gray), Charles Hodgson (Charles Farson)

## The Revolutionaries
- Prima televisiva: 20 marzo 1968
- Diretto da: Peter Duffell
- Scritto da: Jan Read, Peter Duffell
- Soggetto di: Kevin Laffan

### Trama
- Guest star: David Cargill (Yuseef), Louis Negin (Amin), Hal Hamilton (sergente di polizia), Nik Zaran (Casim), Hugh Burden (dottor Maza), Ferdy Mayne (colonnello Haidar), Sonia Fox (Chantal), David Sumner (Nuri), Barry Shawzin (Malouf), Bruce Boa (ispettore Bergson), Marga Roche (Toni Olsen), Mark Petersen (pilota)

## Who's Mad Now?
- Prima televisiva: 27 marzo 1968
- Diretto da: Freddie Francis
- Scritto da: Roger Parkes

### Trama
- Guest star: John Harvey (Toby), Philip Madoc (dottor Forsythe), Luanshya Greer (Diana), Harriette Johns (Mrs. Caggen), Robert Hutton (Jason), Audine Leith (Joan), Hedger Wallace (Williams)

## Three Blinks of the Eyes
- Prima televisiva: 3 aprile 1968
- Diretto da: Charles Crichton
- Scritto da: Vincent Tilsley

### Trama
- Guest star: John Gabriel (ispettore Lamotte), Dora Reisser (Janine), Yvette Herries (Comere), Colin Jeavons (Gaoler), Faith Brook (Eleanor), Drewe Henley (Bernard), Charles Lloyd Pack (Giudice istruttore), Hans De Vries (barista)

## Castle in the Clouds
- Prima televisiva: 10 aprile 1968
- Diretto da: Peter Duffell
- Scritto da: Jan Read

### Trama
- Guest star: Faith Kent (commessa), Joseph Wise (alto funzionario), Jan Williams (Ragazza), Will Stampe (portiere, facchino), Gerald Flood (Sir Dennis Galt), Gay Hamilton (Magda), Edward Fox (Jim Ezard), Sydney Tafler (Reynolds), Rachel Herbert (Lady Carol Galt), Arthur Griffiths (strillone)

## Night Flight to Andorra
- Prima televisiva: 17 aprile 1968
- Diretto da: Freddie Francis
- Scritto da: Jan Read, Reed De Rouen

### Trama
- Guest star: Frederick Beauman (titolare dell'hotel), Peter Swanwick (maggiordomo), Charles Laurence (autista del van), Ricardo Montez (ufficiale di polizia), Peter Woodthorpe (Radek), Zia Mohyeddin (Rafael), Luanshya Greer (Anne Weeks), Ewan Hooper (Eddy), Edward Underdown (Maxted), Reed De Rouen (Buck), Carlos Pierre (Tomas), Robert Crewdson (Luis), Nita Lorraine (ragazza di Radek)